# NGC 2347
NGC 2347 este o galaxie spirală situată în constelația Girafa. A fost descoperită în 1 noiembrie 1788 de către William Herschel. Se află la o distanță de 88,31 de megaparseci de Pământ.